# Enrique Cadícamo
Enrique Domingo Cadícamo (* 15. Juli 1900 in General Rodríguez, Provinz Buenos Aires; † 3. Dezember 1999 in Buenos Aires) war ein argentinischer Komponist und Schriftsteller.

## Leben
Bekannt wurde Cadícamo durch seine Tango-Texte, welche von Sängern wie Libertad Lamarque, Agustín Magaldi, Julio Sosa, Mercedes Sosa und anderen interpretiert und vorgetragen wurden. Für einige seiner Veröffentlichungen benutzte Cadícamo die Pseudonyme „Rosendo Luna“ bzw. „Yino Luzzi“. 
Cadícamo unternahm mehrere Reisen in die USA, Frankreich und Spanien und förderte damit die Verbreitung des Tango Argentino enorm. 
Am 3. Dezember 1999 starb Cadícamo im Alter von 99 Jahren an Herzinsuffizienz in Buenos Aires und fand dort auch seine letzte Ruhestätte.

## Ehrungen
- 1987 Ehrenbürger von Buenos Aires

## Werke (Auswahl)
Drehbücher
- Noches carioca. 1936.

Lyrik
- Canciones grises. 1926.
- La luna del bajo fondo. 1940.
- Viento que lleva y trae. 1945.

Theaterstücke
- La baba del diablo.  (zusammen mit Félix Pelayo).
- La epopeya del tango (zusammen mit Félix Pelayo).
- El romance del dos vagos (zusammen mit Germán Ziclis).

Sonstiges
- Debut de Gardel en París. Corregedor, Buenos Aires 1991, ISBN 950-05-0631-9.
- Memorias. Fernandez, Buenos Aires 1978.